# شهرک آیت‌الله مدنی
شهرک آیت‌الله مدنی یا شهرک شهید مدنی یک شهرک در ایران است که در بخش مرکزی شهرستان بندر ماهشهر در استان خوزستان واقع شده‌است.

## جمعیت
این شهرک در دهستان جراحی قرار دارد و براساس سرشماری مرکز آمار ایران در سال ۱۳۸۵، جمعیت آن ۴٬۲۹۵ نفر (۹۰۱ خانوار) بوده‌است.